# Kürschners Handbücher
Kürschners Handbücher, ursprungligen utgivna av Joseph Kürschner (1853–1902), kommer i ständigt nya upplagor och används som seriöst redigerade källor av förlag och redaktioner. 

## Aktuella utgåvor
- Kürschners deutscher Gelehrten-Kalender, 3 delband. K.G. Saur Verlag: München (21. upplagan) 2007  ISBN 3-598-23616-6, ISSN 1616-8399 (sedan 2001). Med uppgifter om 69.489 forskare.
- Kürschners Deutscher Literatur-Kalender, 2 delband. Saur Verlag: München (65. årgången) 2006/07 ISBN 3-598-23591-7. Med uppgifter om 12.011 levande författare.
- Kürschners Handbuch der Bildenden Künstler, 2 delband. Saur Verlag: München (2. årgången) 2007 ISBN 3-598-24737-0. Med uppgifter om 6.700 levande bildkonstnärer.
- Kürschners Musiker-Handbuch, 2 delband. Saur Verlag: München (5. årgången) 2007 ISBN 3-598-24212-3. Med uppgifter om över 12.000 musikpersonligheter.
- Kürschners Deutscher Sachbuch-Kalender (2. upplagan 2003/2004)
- Kürschners Volkshandbuch Deutscher Bundestag. 17. Wahlperiode / 2009–2013, (114 upplagan,  december 2009). ISBN 978-3-87576-640-0. Med uppgifter om alla ledamöter i Bundestag med mera. Boken, känd som der Kürschner, utges av NDV Neue Darmstädter Verlagsanstalt och erhålls kostnadsfritt.